# Алибунар (община)
Алибунар (серб. Алибунар) — община в Сербии, входит в Южно-Банатский округ автономного края Воеводина, находится в историко-географической области Банат.
Население общины составляет 21 608 человек (2007 год), плотность населения составляет 36 чел./км². Занимаемая площадь — 602 км², из них 85,3 % используется в промышленных целях.
Административный центр общины — город Алибунар. Община Алибунар состоит из 10 населённых пунктов, средняя площадь населённого пункта — 60,2 км².

## Статистика населения общины
| Год  | Население, чел. |
| ---- | --------------- |
| 1991 | 25 186          |
| 2001 | 23 139          |
| 2002 | 22 900          |
| 2003 | 22 671          |
| 2004 | 22 465          |
| 2005 | 22 222          |
| 2006 | 21 933          |
| 2007 | 21 608          |

## Населённые пункты
Крупнейший населённый пункт в общине — город Банатски-Карловац, в 2002 году там проживало 5820 жителей, в центре общины — Алибунаре — тогда проживал 3431 житель.

## Транспорт
Общину с севера на юг пересекает автомагистраль E 70, на ней расположены Владимировац, Алибунар, Банатски-Карловац и Николинци.

## Образование
В общине в 2004 году было 11 основных и одна средняя школа, в то время (2003—2004 гг.), там обучалось 587 учеников.